# Sistema de Lindenmayer
Um L-Sistema ou um Sistema de Lindenmayer é um sistema de reescrita paralela e um tipo de gramática formal. Um L-Sistema consiste em um alfabeto de símbolos que podem ser usados para fazer uma cadeia de caracteres, uma coleção de regras de produção que se expandem cada símbolo em algum maior cadeia de símbolos, uma sequência inicial "axioma" a partir da qual começa a construção, e um mecanismo para traduzir as sequencias geradas em estruturas geométricas. O L-Sistema foi introduzido e desenvolvido em 1968 por Aristid Lindenmayer, um biólogo teórico húngaro e botânico da Universidade de Utrecht. Lindenmayer utilizada Sistema-L para descrever o comportamento de células de plantas e para modelar os processos de crescimento do desenvolvimento da planta. Esse sistema também têm sido usados para modelar a morfologia de uma variedade de organismos e pode ser usado para gerar fractais, tais como Sistemas de funções iterativas.